# Bennie and the Jets
You know I read it in a magazine ohh... Bennie and the Jets»
Bennie and the Jets è un brano scritto ed interpretato dall'artista britannico Elton John; il testo è di Bernie Taupin. Proviene dal celebre album del 1973 Goodbye Yellow Brick Road e raggiunge la prima posizione nella Billboard Hot 100 ed in Canada per due settimane.

## Il brano
È probabilmente uno dei brani più conosciuti di Elton, inserito in innumerevoli raccolte e bootleg. Si apre con la ripetizione ossessiva dello stesso accordo; il produttore Gus Dudgeon decise di produrre il pezzo come se fosse stato un live e aggiunse degli extra come dei fischi e degli applausi presi da un precedente concerto di Jimi Hendrix (come è possibile notare nel DVD The Making Of Goodbye Yellow Brick Road, pubblicato insieme alla Deluxe Edition dell'omonimo album). Elton mette in evidenza molto vistosamente, oltre al pianoforte, la sua voce in falsetto, caratteristica dei suoi primi lavori. Il testo di Taupin parla di una band immaginaria, i Jets, guidata da un leader donna, Bennie: per tutto il brano si suppone che John sia un fan di questo gruppo. Pare che Bernie abbia poi dichiarato in numerose interviste di aver cercato di fare della satira sulle imponenti industrie discografiche degli anni Settanta, ironizzando sulla mitizzazione delle band e sugli indumenti delle belve da palcoscenico.
Il brano fu registrato in chiave di Sol maggiore allo Château d'Hérouville, così come tutto l'album di provenienza e anche due precedenti lavori di Elton, Honky Château e Don't Shoot Me I'm Only the Piano Player. Inizialmente, sia John che il resto della band si rifiutarono di proporre Bennie & The Jets come singolo: per il chitarrista Davey Johnstone, la canzone era troppo irregolare, troppo poco orecchiabile, probabilmente uno dei pezzi meno commerciali mai scritti da essi (come sottolinea nel DVD The Making Of Goodbye Yellow Brick Road). Non sarà infatti pubblicata come singolo nel Regno Unito fino al 1976; inizialmente, era stata progettata come B - side per Candle In The Wind (1974). Ma fu frequentemente trasmessa alle radio di R&B, musica molto amata da Elton e Bernie; era la prima volta che succedeva un simile avvenimento nella storia della musica (come si nota ancora nel DVD della Goodbye Yellow Brick Road Deluxe Edition). Bennie and the Jets sostituì allora Candle In The Wind come singolo negli Stati Uniti: il successo fu enorme. Raggiunse la prima posizione nelle classifiche americane R&B e divenne il terzo singolo di Elton ad aver venduto un milione di copie, oltre ad essere il suo secondo singolo d'oro in sei mesi. Axl Rose, leader dei Guns N' Roses, decise di diventare un cantante e pianista dopo aver ascoltato questa canzone.
Rimane un cavallo di battaglia di Elton nei live: sorprendentemente, la parte strumentale del brano viene eseguita nella stessa maniera della versione in studio, caso piuttosto raro (di solito John varia buona parte dei suoi pezzi dal vivo). Comunque la parte finale viene spesso prolungata, arrivando a durare diversi minuti: vengono eseguiti quindi virtuosismi e improvvisazioni classicheggianti, swing e boogie-woogie.

## Cover
- I Beastie Boys hanno eseguito questo brano nell'album The Sounds of Science.
- Biz Markie fece un'interpretazione umoristica del pezzo al The Chris Rock Show nel 2000[senza fonte].
- La squadra di football americano NFL New York Jets parodiò la canzone in Vinny and the Jets per il quarterback Vinny Testaverde[senza fonte].
- Elton suonò il riff pianistico di Bennie & The Jets nel brano Deep Inside di   Mary J. Blige.  La cantante Ashanti ha eseguito invece la tecnica del sampling per il brano Good Good (2008).
- Cher cantò il brano, accompagnata da Elton al pianoforte, al The Cher Show del 1975.